# Kaple Narození Panny Marie (Zlíč)
Kaple Narození Panny Marie ve Zlíči je jednolodní orientovaná kaple.

## Historie
Kaple z roku 1714 v lese východně od obce byla postavena jako poděkování za ukončení moru, který sužoval roku 1713 obec. Roku 1812 byla kaple zvětšena v lodi a bylo znovu vystavěno západní průčelí. Vysvěcena byla při slavnosti Narození Panny Marie českoskalickým rodákem P. Josefem Dittrichem, kanovníkem vyšehradským. V roce 1898 byly po obou stranách cesty ke kapličce vysázeny kaštany. V roce 1922 byla v kapli zasazena pamětní deska se jmény 10 občanů Zlíče padlých v 1. světové válce.
K větší opravě došlo v květnu roku 1967 (oprava střechy, malování interiéru, omítky) a roce 2002 (malování interiéru). Kaple byla v roce 1997 navržena za kulturní památku.

## Architektura
Stavba je bez věže, stěny hladké, s vížkou s lucernou a cibulí. Okna jsou polokruhová s šambránou. V průčelí je pravoúhlý vchod s rámem, nade dveřmi velká lastura a dvě rozety ze štuku. Kněžiště je do tří stran uzavřené, s valenou klenbou, triumfální oblouk segmentový, strop lodi plochý, kruchta dřevěná visutá.

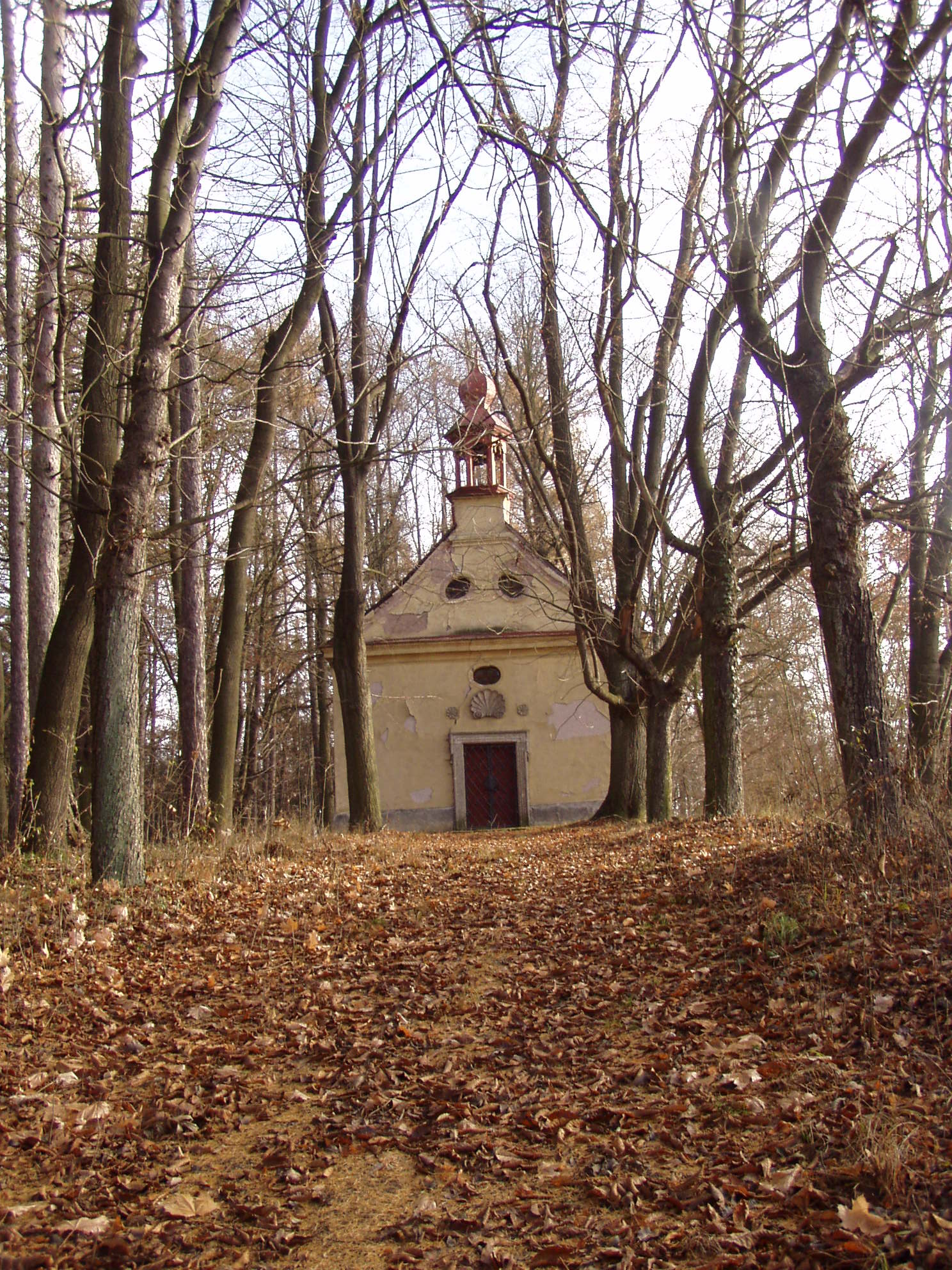
Stromořadí a kaple
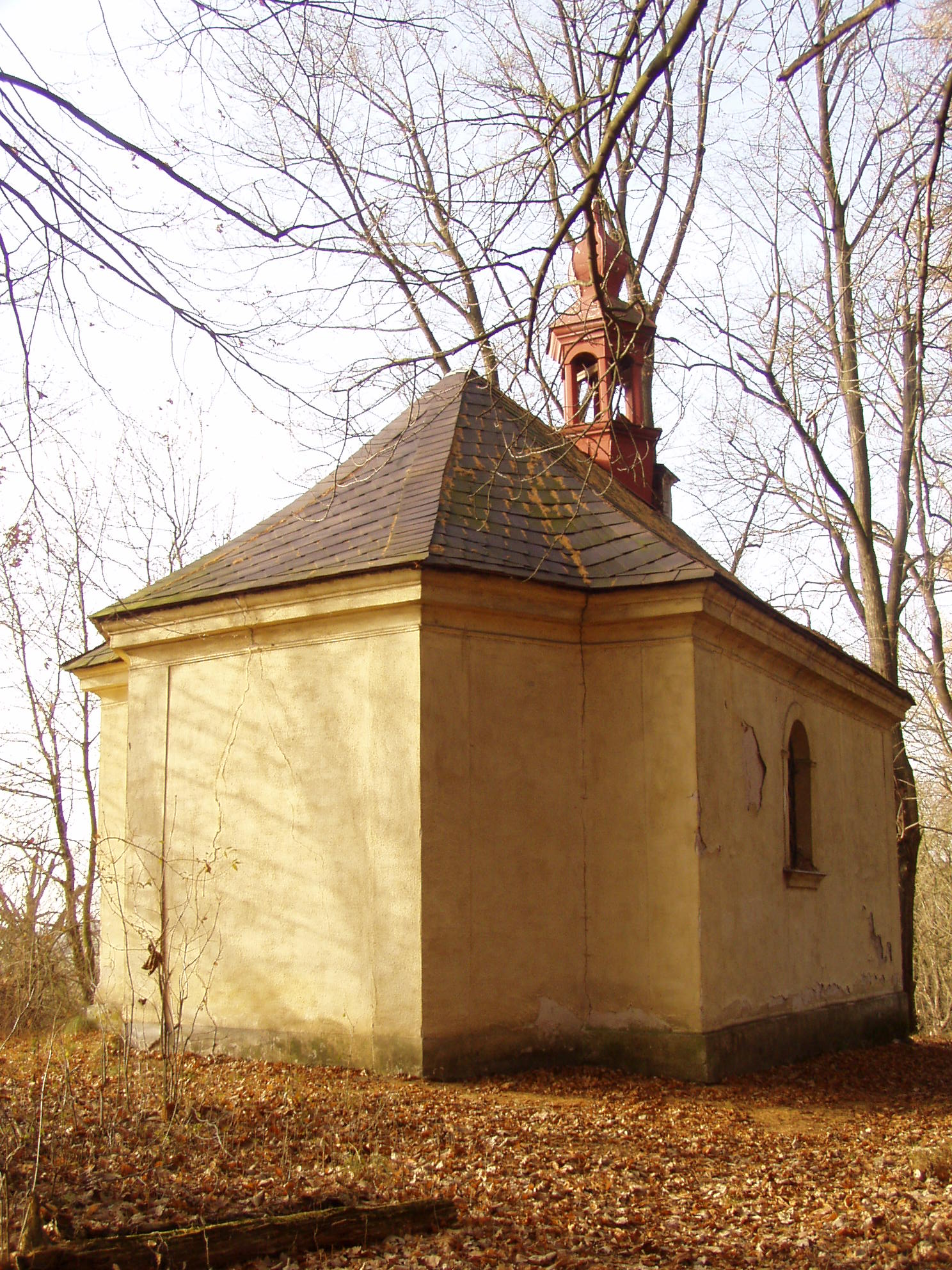
Kaple zezadu
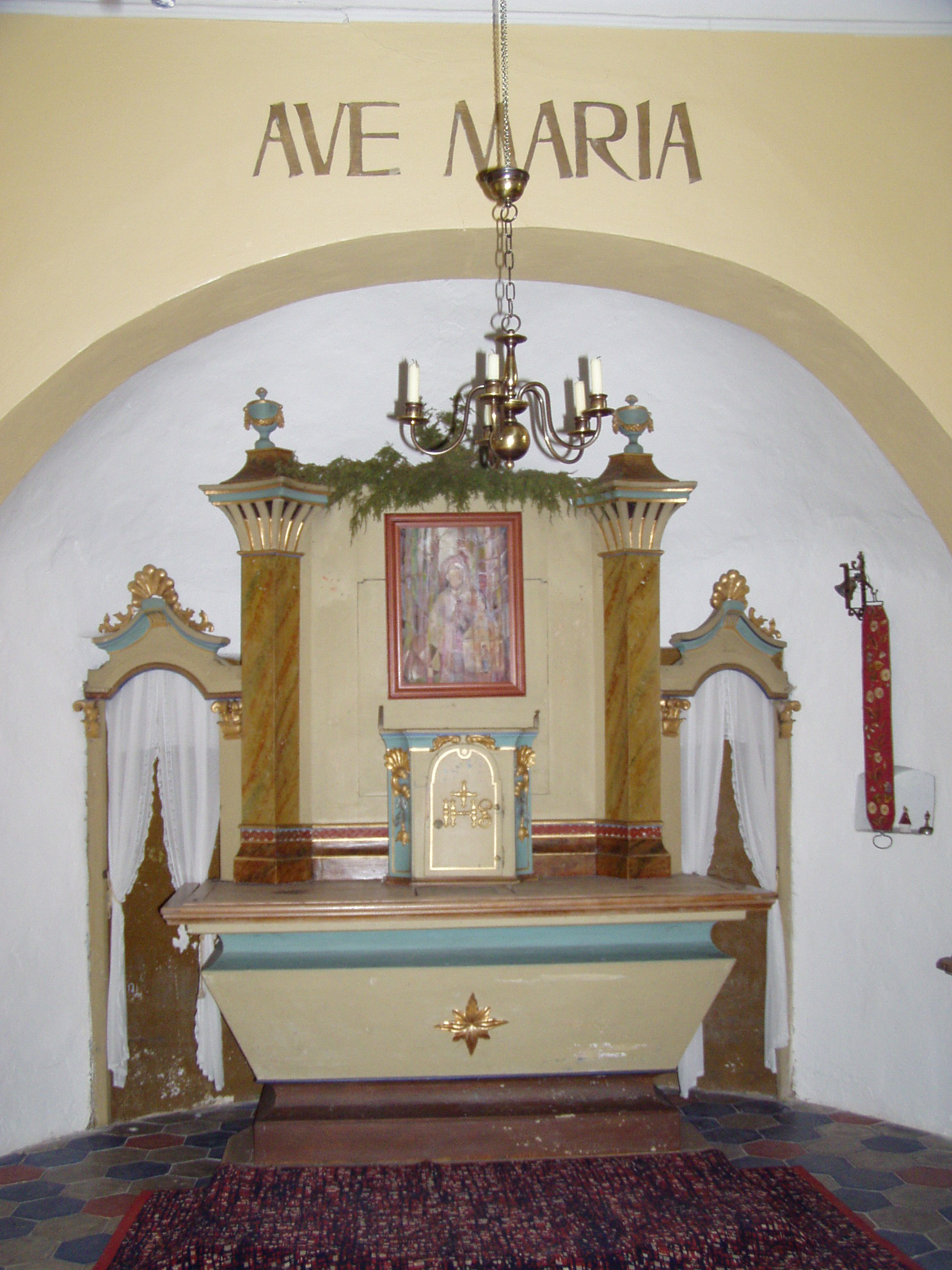
Oltář
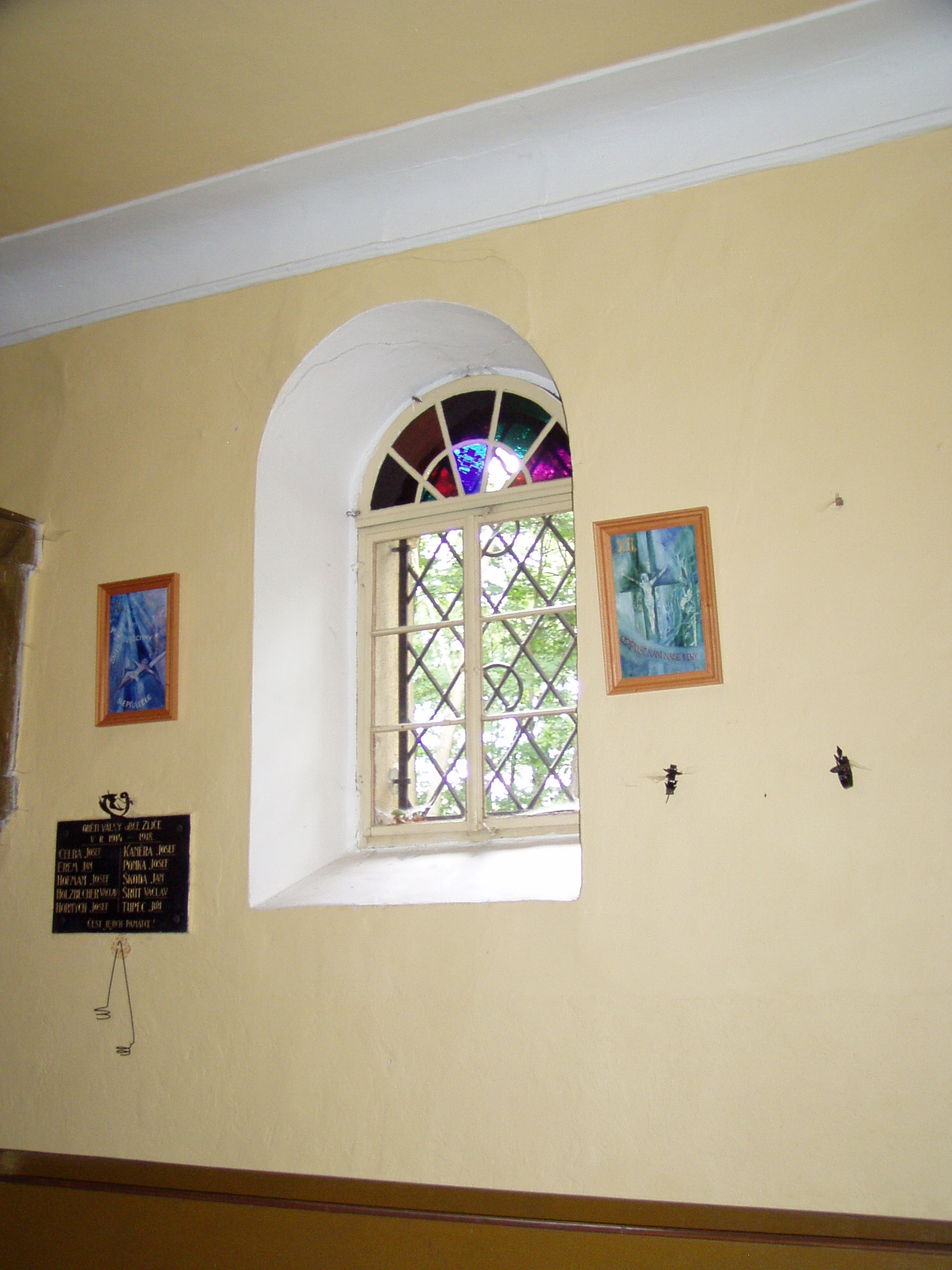
Okno a část křížové cesty